# Mich-kwartier

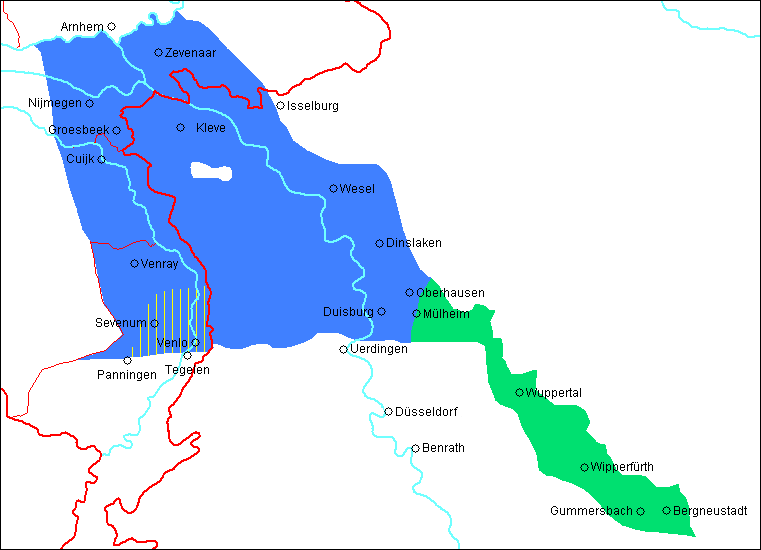
Topografische verspreiding van het Kleverlands en het Oost-Bergisch, het gearceerde gebied rond Venlo omvat het mich-kwartier.

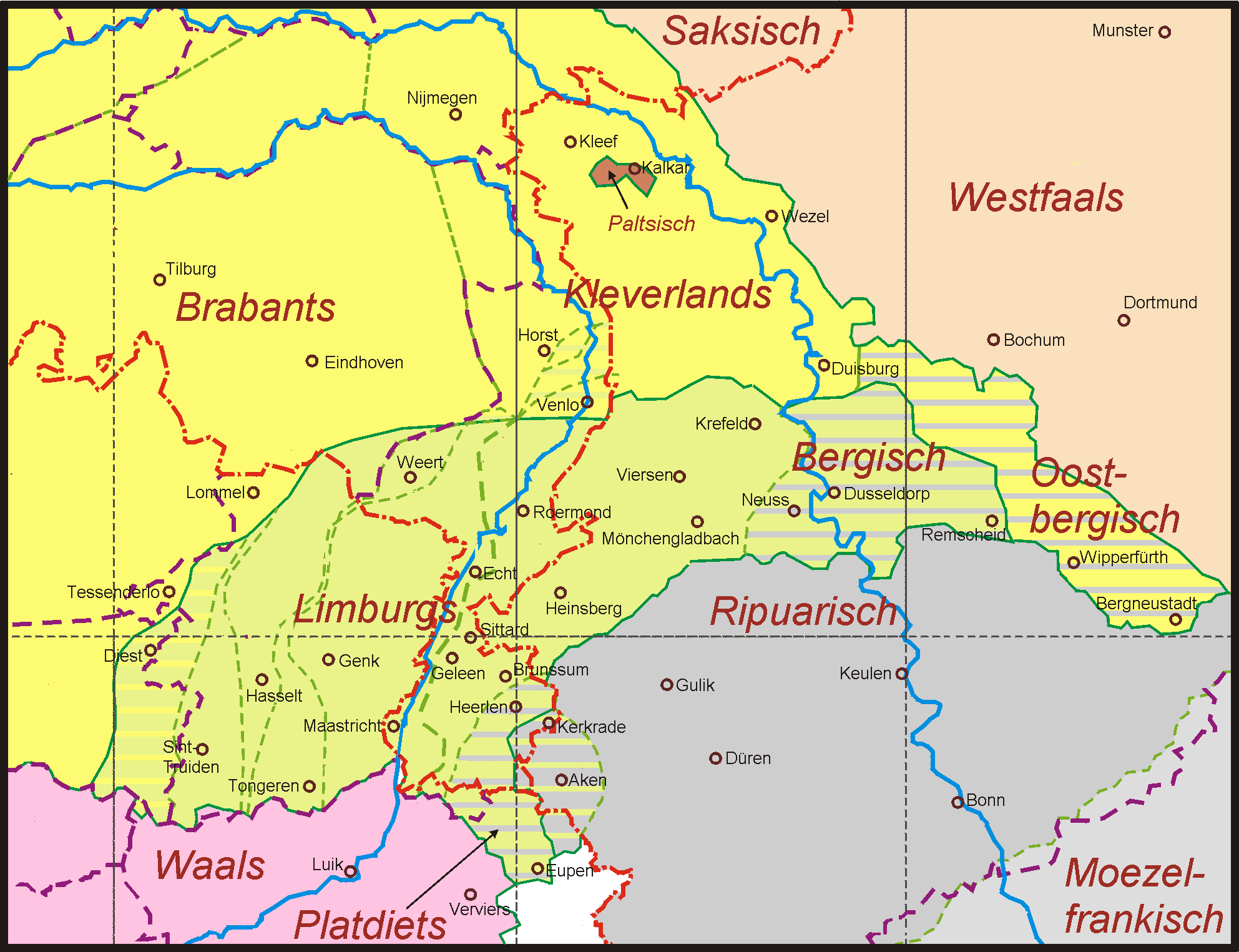
HET LIMBURGS TAALLANDSCHAP
Het Limburgs-Rijnlandse dialectcontinuüm

Het mich-kwartier of Zuid-Gelders Limburgs bestaat uit een groep taalkundig overwegend Limburgse dialecten rond de stad Venlo, die soms ook bij het Kleverlands worden ingedeeld, maar een sterke invloed hebben ondergaan van het Oost-Limburgs. Hierdoor zijn de dialecten in dit gebied overgangsdialecten tussen het Limburgs en het Kleverlands.
Het Kleverlands ten noorden van dit gebied, grofweg vanaf Horst, Lottum, Broekhuizen en Wellerlooi, behoort tot de Brabants-Limburgse overgangsdialecten, die veel eigenschappen gemeen hebben met het Brabants.

## Gebied
Soms wordt het mich-kwartier ook wel bestempeld als "Noord-Limburgs". Dit beperkte gebied werd door Jos. Schrijnen in 1907 het mich-kwartier gedoopt. Plaatsen die traditioneel binnen het mich-kwartier vallen zijn: Arcen, Lomm, Velden, Venlo, Blerick, Hout-Blerick, Boekend, Maasbree, Grubbenvorst en vrij recent zijn Sevenum en Kronenberg daarbij gekomen.

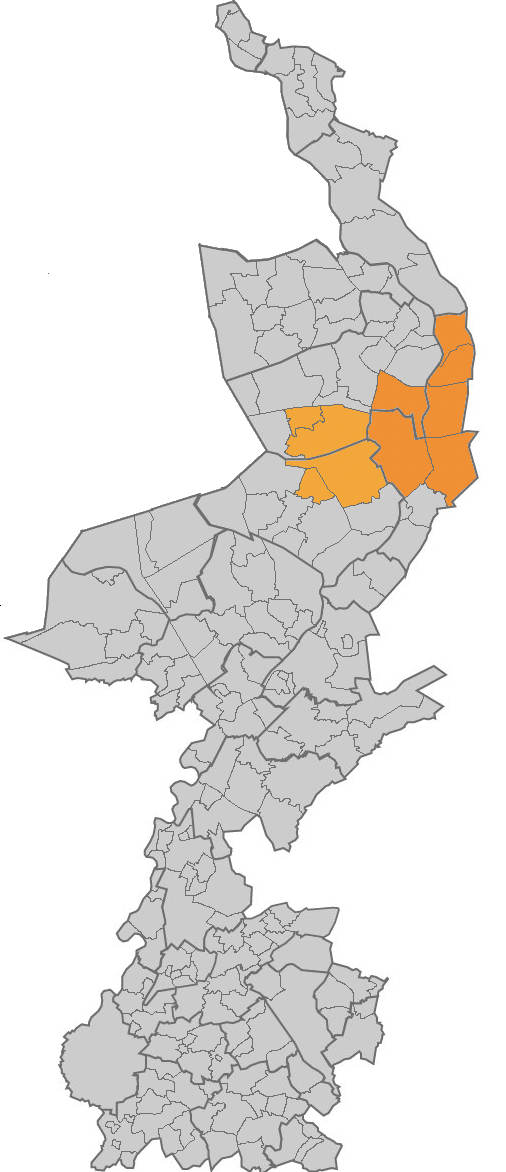
Kaart van het mich-kwartier in Nederlands-Limburg

Dit laatste komt doordat de isoglosse iets naar het noordwesten is opgeschoven. Zo zegt men in het Sevenums ook mich. Naar het westen valt deze isoglosse samen met de Uerdinger linie. Hier is het dialect duidelijk meer Limburgs dan Zuid-Gelders of Brabants. Het Venloos is volgens de gangbare opvatting zonder meer Limburgs, en ook de dialecten van Velden en Arcen, beide plaatsen noordelijk van Venlo en rechts van de Maas gelegen, zal men eerder Limburgs dan Brabants noemen. Tweetonigheid is een ander criterium om dialecten ten noorden van de Uerdinger linie nog tot het Limburgs te rekenen.

## Kenmerken
De Uerdinger linie vormt de begrenzing tussen de woorden ich, ouch, mich, dich en uch ten zuiden ervan, en ik, ok, mij, gij en ouw ten noorden van de lijn. Maar de isoglosse splitst zich in twee sublijnen waarvan een lijn (mich en dich) ten noorden van het gebied langs loopt, en de andere lijn (ich en ouch) loopt ten zuiden langs. Men gebruikt hierdoor het noordelijke (Brabantse/Kleverlandse) ik en ouk maar tegelijk ook de zuidelijke (Limburgse) vormen mich en dich. De zuidelijke vormen ich en ouch komen hier daarentegen niet meer voor.
Een ander opvallend verschil met het (Oost-)Limburgs is dat het gebied geheel ten noorden van de Panninger linie en de Panninger zijlinie ligt. Hierdoor hebben de dialecten in het mich-kwartier geen typisch "Limburgse" alveo-palatale sj- klank, maar gebruikt men in dit gebied de Kleverlandse (Nederlandse) sch- klank. "school" wordt uitgesproken als schoeël, niet als sjoeël.
Voor de woorden slaan, slapen en spelen zegt men slaon, slaope en speule, ten zuiden van de Panningerlijn wordt dit uitgesproken als; sjlaon, sjlaope en sjpele.

## Cultuur
"Och waas ik maar" van Frans Boermans is oorspronkelijk in 1958 in het Venloos uitgebracht, in Nederlandse vertaling werd het een hit van Johnny Hoes. Huub Stapel had nog een succes in 1991 met de dialectversie.
De bekende popgroep Rowwen Hèze uit het Peeldorp America heeft enkele nummers in het Sevenums uitgebracht, maar zingt voornamelijk teksten van Jack Poels, die zelf schrijft in het Americaas. Dit is een Horsters dialect dat wordt gesproken aan de westzijde van de betoningslijn en is dus taalkundig gezien geen "echt" Limburgs meer, maar Gelders-Limburgs, de taal van het historische Land van Kessel.